# Kleiner Frauenspiegel
Der Kleine Frauenspiegel (Legousia hybrida) ist ein in Mitteleuropa selten vorkommender Angehöriger der Gattung Frauenspiegel (Legousia) innerhalb der Familie der Glockenblumengewächse (Campanulaceae).

## Beschreibung
Beim Kleinen Frauenspiegel handelt es sich um eine einjährige, krautige Pflanze, die meist Wuchshöhen zwischen 10 und 25 cm erreicht. In der Regel ist der Stängel ästig verzweigt und kurz behaart. Die oberen Laubblätter sitzen direkt am Stängel an und sind breit lanzettlich geformt, während die unteren von eher schmal-elliptischer Gestalt sind. Meist sind sie am Rande mehr oder weniger gewellt.
Die gestielten Blüten haben eine etwa 0,6 bis 1,5 cm breite, weit glockige und blauviolette Krone. Die Kronblätter sind am Grunde grünlichgelb und auf der Außenseite heller gefärbt. Die zur Fruchtzeit mehr oder weniger aufrecht stehenden Kelchblätter sind nur halb so lang wie die Kronzipfel.
Legousia hybrida blüht vorwiegend in den Monaten Mai bis Juli.
Die Chromosomenzahl beträgt 2n = 20.

## Standort, Verbreitung und Gefährdung
Die Art wächst in Getreideunkrautgesellschaften und bevorzugt mehr oder weniger frische, warme und meist kalkhaltige, sandig-lehmige oder -tonige Böden. Sie ist pflanzensoziologisch in Mitteleuropa eine Charakterart des Verbands Caucalidion lappulae; sie ist überregional eine Art der Klasse Secalietea. Die ökologischen Zeigerwerte nach Landolt et al. 2010 sind in der Schweiz: Feuchtezahl F = 2 (mäßig trocken), Lichtzahl L = 4 (hell), Reaktionszahl R = 3 (schwach sauer bis neutral), Temperaturzahl T = 4+ (warm-kollin), Nährstoffzahl N = 3 (mäßig nährstoffarm bis mäßig nährstoffreich), Kontinentalitätszahl K = 2 (subozeanisch).
Der Kleine Frauenspiegel kommt von Schottland bis Nordafrika und Makaronesien vor. Östlich dringt er bis Westasien (Iran) vor. Er ist ein mediterran-submediterranes Florenelement. In Deutschland kommt die Art sehr zerstreut vor allem im mittleren und südwestlichen Teil vor. Darüber hinaus ist sie sehr selten. In Österreich und der Schweiz ist der Kleine Frauenspiegel sehr selten. In der Schweiz kommt er hauptsächlich im Kanton Schaffhausen vor und ist vom Aussterben bedroht. Vielerorts in Mitteleuropa gilt er als verschollen.
Die Art gilt nach der Roten Liste gefährdeter Pflanzen Deutschlands als stark gefährdet (Gefährdungsstufe: 2), ist jedoch nach der Bundesartenschutzverordnung (BArtSchV) nicht besonders geschützt.

## Taxonomie
Der Kleine Frauenspiegel wurde 1753 von Carl von Linné in Species Plantarum Band 1 Seite 168 als Campanula hybrida erstbeschrieben. Die Art wurde 1800 von Antoine Delarbre in Flore d'Auvergne; où, Recueil des plantes de cette ci-devant province 2. Auflage, Seite 47 als Legousia hybrida (L.) Delarbre in die Gattung Legousia gestellt. Schon John Ray hatte die Art als "Speculum Veneris minus", als "Kleiner Frauenspiegel" in seiner Historia generalis plantarum (1686–1704) bezeichnet. 

## Literatur

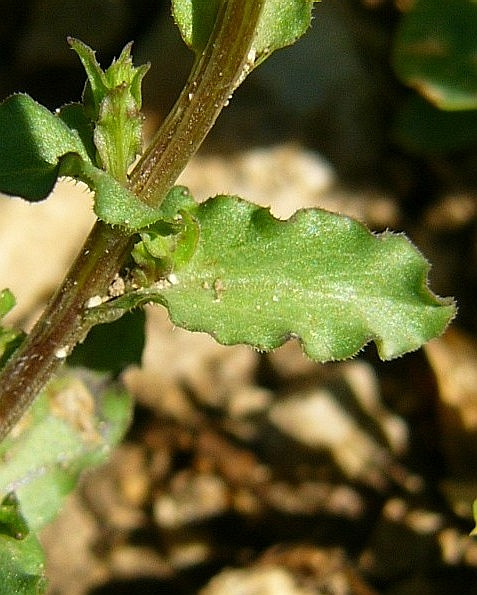
Kleiner Frauenspiegel (Stängelblätter)